# Braslau
Braslau bzw. Braslaw (belarussisch Браслаў Brasłaŭ, russisch Браслав, polnisch Brasław; litauisch Breslauja) ist eine Stadt mit 9900 Einwohnern (2009) in der Wizebskaja Woblasz in Belarus und Verwaltungszentrum des gleichnamigen Rajons Braslau.

## Geschichte
Die erste Erwähnung der am Nordufer des Sees Drywjaty liegenden Stadt stammt aus dem Jahr 1065. Die Stadt im Fürstentum Polozk hieß ursprünglich Brjatschislawl und war nach dem damaligen Polozker Herrscher Brjatschislaw benannt, einem Enkel Wladimirs des Großen.
Braslau hat eine Burg, die in den Zeitraum 1050–1200 datiert wird. Auch gibt es Ruinen einer Kirche aus dem 12. Jahrhundert. Braslau gehörte zu Polen-Litauen, bevor es 1795 an Russland kam. 1921 wurde es polnisch und fiel 1939 an die Sowjetunion. Deutschland nahm es während des Zweiten Weltkriegs 1941 ein, bis es die Rote Armee 1945 zurückeroberte. Sowjetisch blieb es bis zur Unabhängigkeit von Belarus 1991, siehe Geschichte von Belarus.

## Söhne und Töchter
- Aleh Butkewitsch (* 1972), katholischer Bischof von Witebsk

## Galerie

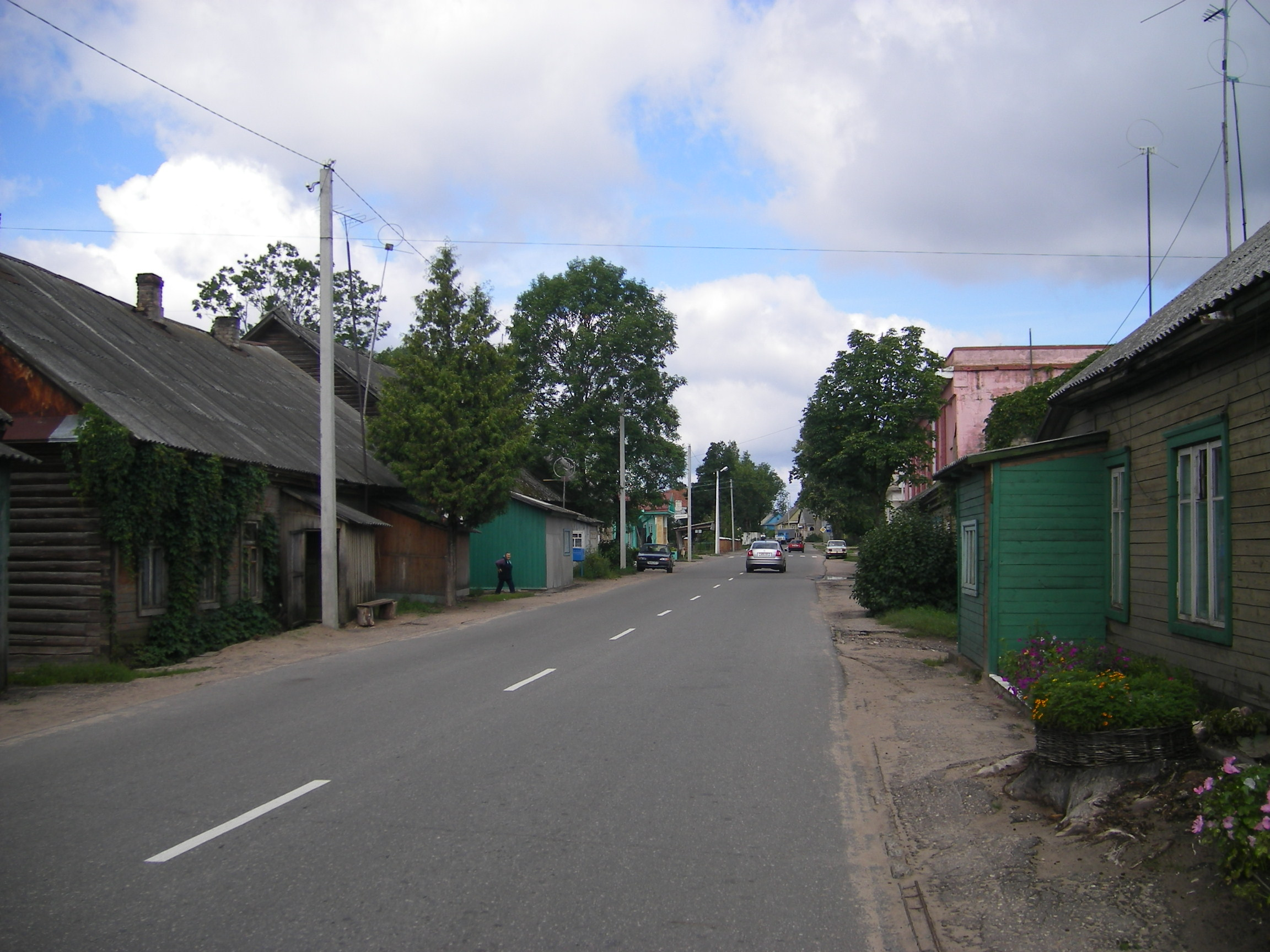
Leninstraße
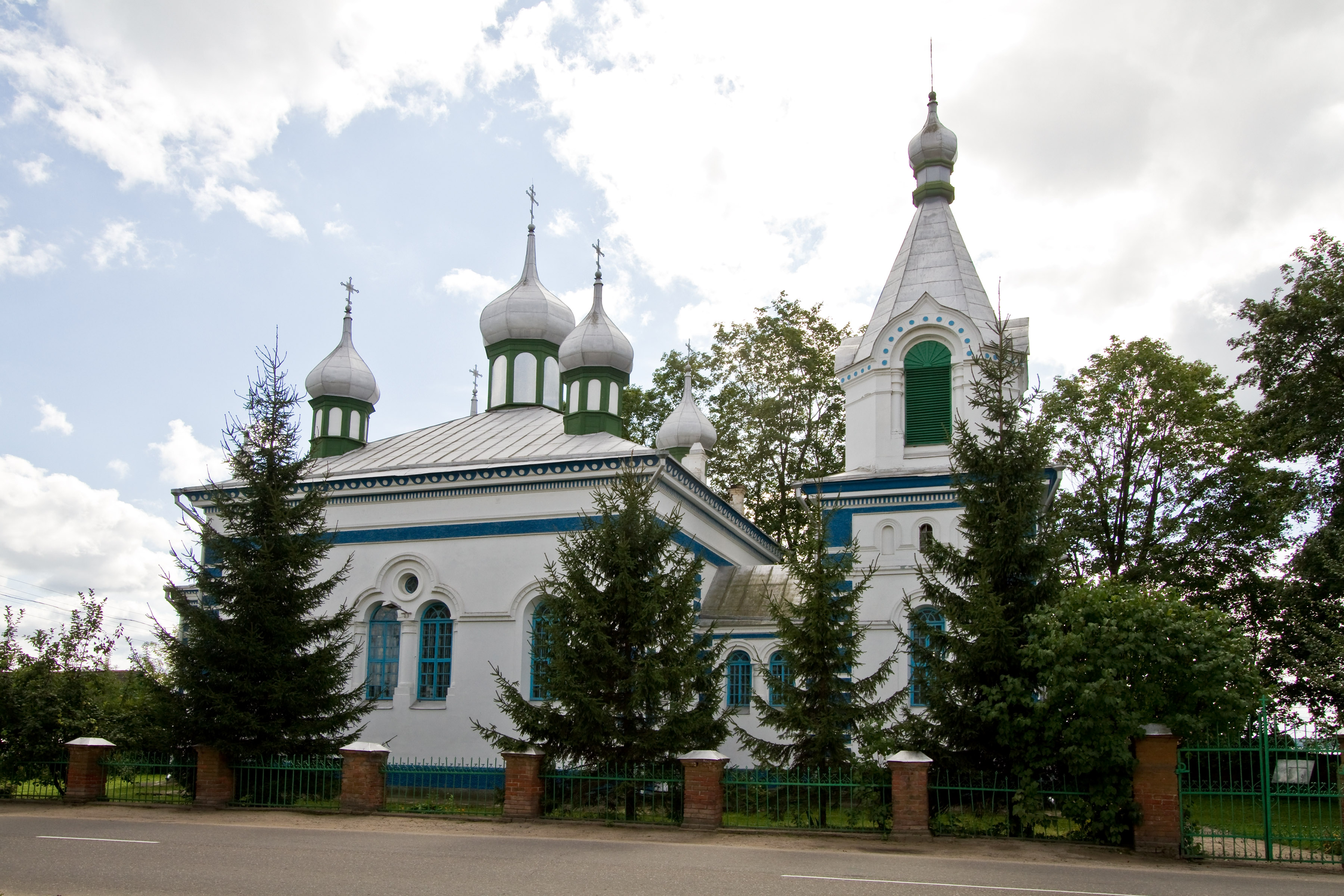
Mariä-Himmelfart-Kirche
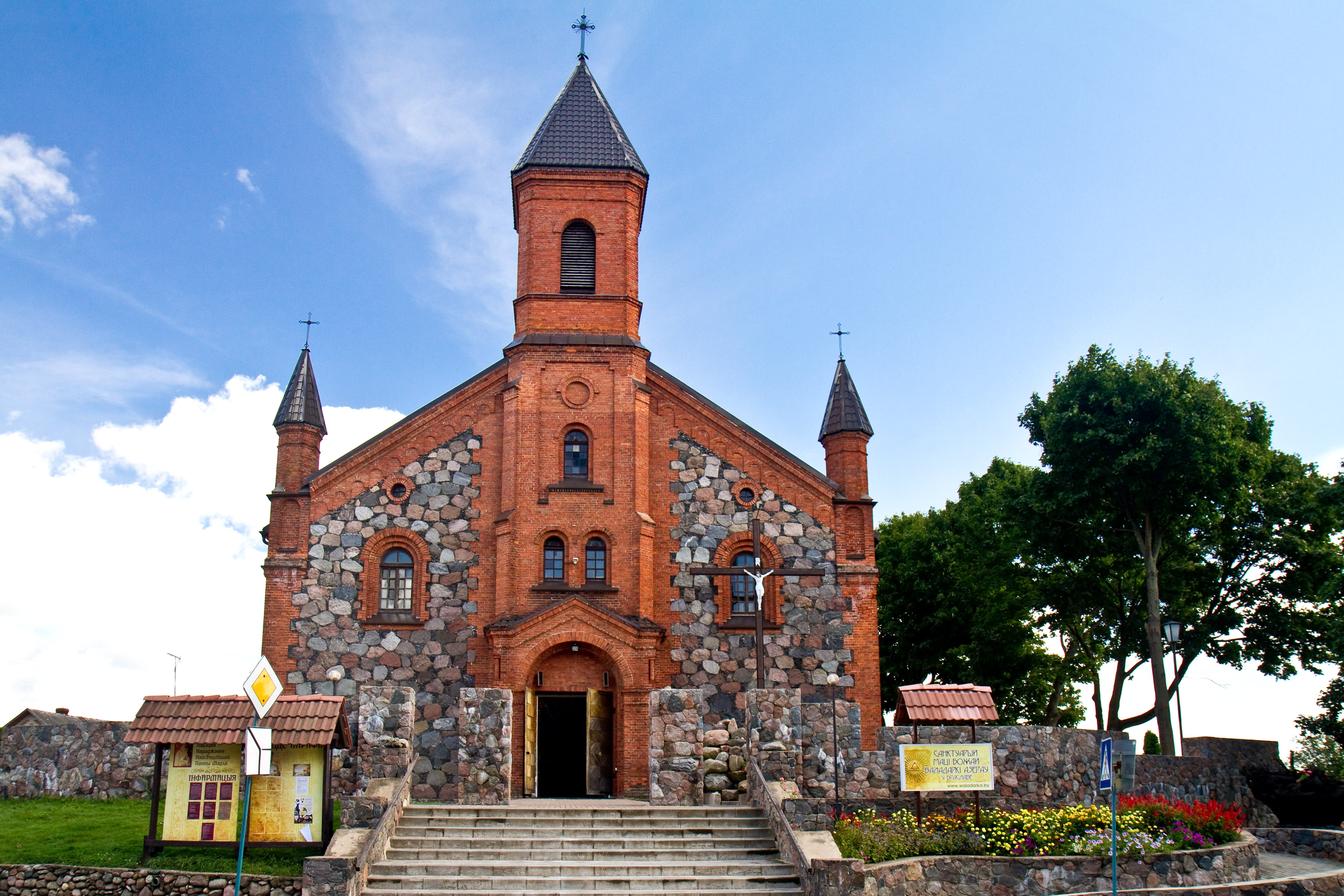
Mariä-Geburt-Kirche
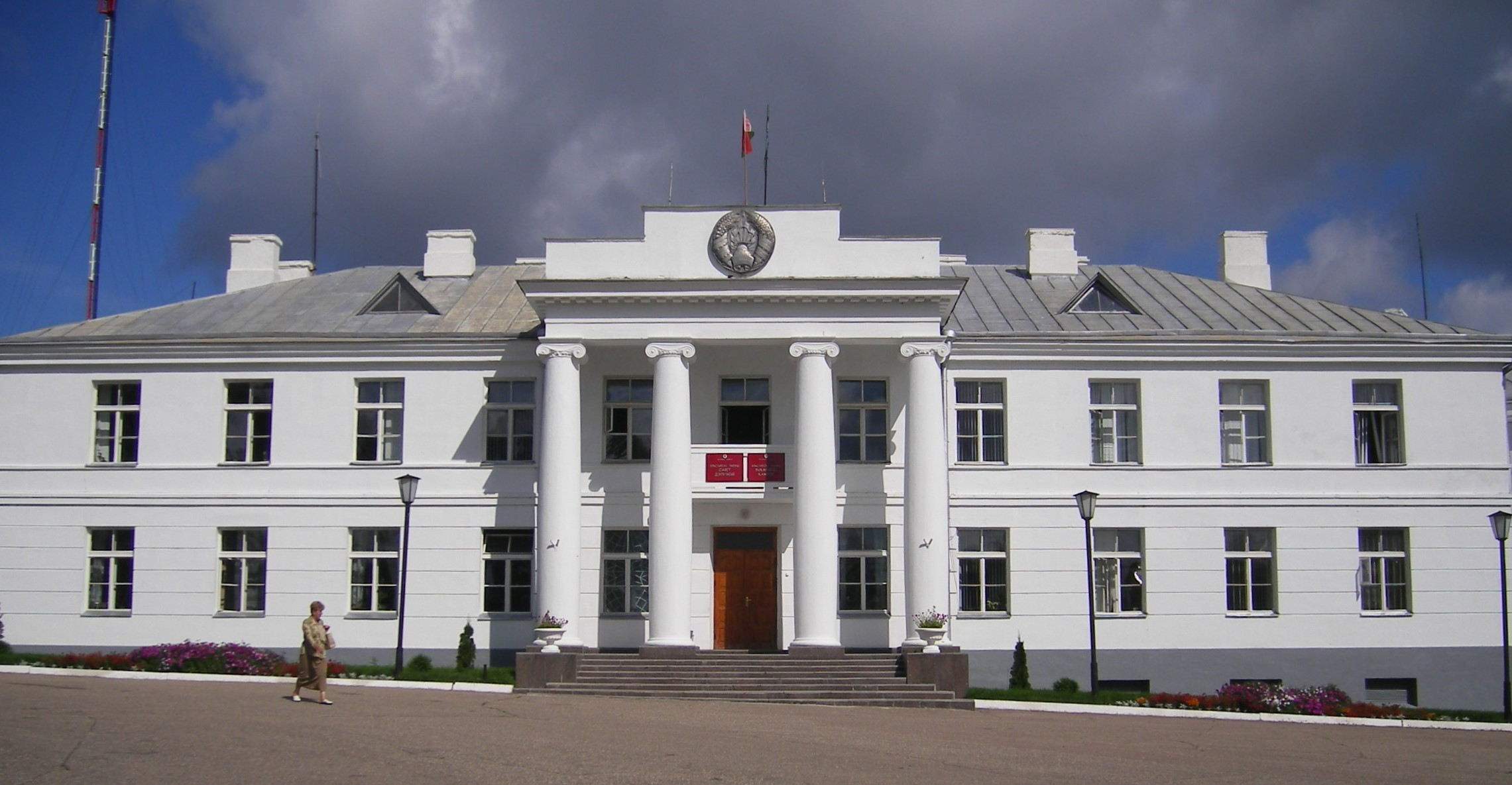
Verwaltungsgebäude des Rajons Braslau